# Cavignac

Cavignac este o comună în departamentul Gironde din sud-vestul Franței. În 2009 avea o populație de 1.591 de locuitori.

## Evoluția populației
| An        | 1975  | 1982  | 1990  | 1999  | 2006  | 2009  |
| --------- | ----- | ----- | ----- | ----- | ----- | ----- |
| Populație | 1.244 | 1.260 | 1.135 | 1.190 | 1.483 | 1.591 |